# أكسيد الروثينيوم الثماني
أكسيد الروثينيوم الثماني (أو رباعي أكسيد الروثينيوم) عبارة عن مركب كيميائي له الصيغة RuO4، ويكون على شكل بلورات صفراء لها نقطة انصهار منخفضة بحيث يبدو كسائل عديم اللون.

## الخصائص
- لا ينحل رباعي أكسيد الروثينيوم في الماء بشكل كبير (20 غ/ل عند الدرجة 25°س)، لكنه في المقابل ينحل في رباعي كلوريد الكربون والكلوروفورم، بالإضافة إلى حلقي الهكسان.[2]
- يمتاز أكسيد الروثينيوم الثماني بخواصه المؤكسدة القوية جداً، وذلك لأنه موجود بأعلى حالة أكسدة ممكنة وهي +8، وهو بالتالي ثالث ثلاثة مركبات لها أعلى حالة أكسدة بالإضافة إلى أكسيد الأوزميوم الثماني وأكسيد الزينون الثماني.
- للمركب بنية رباعية السطوح، والمسافة بين الرابطة Ru-O تبلغ 170.5 بيكومتر.[3] يتبلور المركب على شكل بلورات صفراء تتبع النظام البلوري المعيني القائم.[4]
- يعد أكسيد الروثينيوم الثماني من المركبات غير الثابتة، حيث يتفكك بالحرارة إلى أكسيد الروثينيوم الرباعي والأكسجين، وذلك بخلاف أكسيد الأوزميوم الثماني الأكثر ثباتاً. كما يمكن اختزال المركب بواسطة محلول البوتاس إلى الروثينات السداسية.[3]

## التحضير
عزل رباعي أكسيد الروثينيوم لأول مرة من قبل كارل إرنست كلاوس عام 1860، وهو مكتشف عنصر الروثينيوم.
يحضر رباعي أكسيد الروثينيوم من أكسدة كلوريد الروثينيوم الثلاثي بواسطة مؤكسدات قوية مثل فوق يودات الصوديوم أو تحت كلوريت الصوديوم أو برومات الصوديوم. فعلى سبيل المثال في حالة أنيون فوق اليودات يكون التفاعل كالتالي:
8 Ru3+ + 5 IO4− + 12 H2O → 8 RuO4 + 5 I− + 24 H+
نتيجة ضعف الانحلالية في الماء فإن المركب يفصل باستخدام مذيب عضوي ملائم.
بما أن RuO4 يتفكك بشكل انفجاري عند درجات حرارة مرتفعة، فإن أغلب المختبرات الكيميائية تتجنب تحضيره، حتى أنه غير متوفر تجارياً لذلك السبب. للحصول على المركب يستخدم مشتق ملحي له يرمز له بـ TPAP، وهو مركب له الصيغة 
N(C3H7)4]RuO4] (فوق روثينات رباعي بروبيل الأمونيوم). يحضّر TPAP من أكسدة كلوريد الروثينيوم الثلاثي ببرومات الصوديوم بوجود كاتيون رباعي بروبيل الأمين.

## الاستخدامات
يستخدم أكسيد الروثينيوم الثماني بشكل أساسي في الاصطناع العضوي كمؤكسد قوي. فهو قادر على أكسدة الهيدروكربونات المختلفة. فهو يؤكسد مثلاً الأدامانتان إلى 1-أدامانتانول، ويؤكسد الألكاينات الطرفية إلى ثنائي الكيتون Diketone والكحولات الأولية إلى الأحماض الكربوكسيلية الموافقة، أما الكحولات الثانوية فيحولها إلى كيتونات. يحضر أكسيد الروثينيوم في جميع تفاعلات الأكسدة هذه في وسط التفاعل، 

## السلامة
إن مركب أكسيد الروثينيوم الثماني من المركبات المؤكسدة القابلة لتشكيل حرائق وعند التماس مع مواد قابلة للأكسدة يتفكك بشكل انفجاري.